# Фредерик Хендрик Орански
Фредерик Хендрик или Фридрих Хайнрих Орански (на нидерландски: Frederik Hendrik van Oranje, на немски: Friedrich Heinrich Prinz von Oranien; * 29 януари 1584, Делфт; † 14 март 1647, Хага) е принц на Оранж, граф на Насау, от 1625 г. до смъртта си щатхалтер на Нидерландската република.

## Живот
Той е най-малкият син на Вилхелм Орански (1533 – 1584), щатхалтер на Ниедерландия, и четвъртата му съпруга Луиза дьо Колини (* 1555, † 1620), дъщеря на хугенотския водач Гаспар дьо Колини.
След смъртта на неговия по-голям брат Мориц Орански през 1625 г. Фредерик Хайнрих го последва като щатхалтер на Нидерландия.
През Осемдесетгодишната война Фредерик Хайнрих се бие против испанците за независимостта на Нидерландия. Той не се бие в боевете на Тридесетгодишната война.
Фредерик Хайнрих става много богат и жени наследниците си с европейски владетелски фамилии.

## Фамилия
Фридрих Хайнрих се жени за Амалия фон Золмс-Браунфелс (1602 – 1675), дъщеря на граф Йохан Албрехт I (1563 – 1623) и съпругата му Агнес фон Зайн-Витгенщайн. Те имат децата:
- Вилхелм II (* 27 май 1626, † 6 ноември 1650)
- Луиза Хенриета (* 7 декември 1627, † 18 юни 1667), ∞ 7 декември 1646 с курфюрст Фридрих Вилхелм фон Бранденбург (1620 – 1688)

- Хенриета Амалия (* 26 октомври 1628, † декември 1628)
- Елизабет (*/† 4 август 1630)
- Изабела Шарлота (* 28 април 1632, † април 1642)
- Албертина Агнес (* 9 април 1634, † 24 май 1696), ∞ 2 май 1652 с граф Вилхелм Фридрих фон Насау-Диц (1613 – 1664)

- Хенриета Катарина (* 10 февруари 1637, † 3 ноември 1708), ∞ 1659 с княз Йохан Георг II фон Анхалт-Десау (1627 – 1693)

- Фридрих Хайнрих (* 30 ноември 1639, † 29 декември 1639)
- Мария Хенриета (* 5 септември 1642, † 20 март 1688), ∞ 23 септември 1666 с пфалцграф Лудвиг Хайнрих фон Зимерн (1640 – 1674)

- Вилхелм II от Орания-Насау
- Луиза Хенриета, по-късна курфюрстин на Бранденбург
- Изабела Шарлота
- Албертина Агнес, по-късна графиня на Насау-Диц
- Хенриета Катарина, по-късна княгиня на Анхалт-Десау
- Мария Хенриета, по-късна пфалцграфиня на Пфалц-Зимерн